# Empidonka stokowa
Empidonka stokowa (Empidonax difficilis) – gatunek małego ptaka wędrownego z rodziny tyrankowatych (Tyrannidae). Występuje w zachodniej części Kanady i Stanów Zjednoczonych oraz w Meksyku. Nie jest zagrożony.

## Zasięg występowania i środowisko
Gniazduje wzdłuż wybrzeży Pacyfiku, od północnej Kalifornii Dolnej do południowo-wschodniej Alaski. Zimę spędza w zachodnim i południowym Meksyku, od południowej części Kalifornii Dolnej na południe poprzez nadbrzeżne niziny, aż do stanu Oaxaca. Populacje z południa zasięgu osiadłe. Spotykana na wysokości od 0 do 3500 m n.p.m.
Gniazduje w gęstych, podmokłych lasach iglastych albo w lasach mieszanych. Była widywana na daglezji zielonej (Pseudotsuga menziesii), choinie zachodniej (Tsuga heterophylla), sośnie Lamberta (Pinus lambertiana) oraz cedrzyńcu kalifornijskim (Calocedrus decurrens). Empidonki stokowe są związane z nadrzecznymi, cienistymi środowiskami. W Kolumbii Brytyjskiej została znaleziona w lasach żywotnika olbrzymiego (Thuja plicata). Zimują w rozległych lasach iglastych, lasach tropikalnych z drzewami zrzucającymi liście oraz nizinnych lasach z roślinnością wiecznie zieloną.

## Morfologia
Nie występuje dymorfizm płciowy. Empidonax difficilis ma oliwkowozielony wierzch ciała oraz żółtawy spód. Jej głowa jest duża w porównaniu do reszty ciała. Ma białe obrączki oczne oraz jasną plamkę dookoła. Posiada szeroki dziób, od żółtej do jasnoróżowej barwy. Skrzydła są ciemne z dwoma paskami o bladożółtej barwie.
- długość ciała: 14–17 cm[6]
- rozpiętość skrzydeł: ok. 20 cm[8]
- długość skrzydła: 6–7 cm[6]
- masa ciała: 9–12 g[6]

## Pożywienie
Podobnie jak pozostałe empidonki, ta poluje poprzez wypatrywanie owadów siedząc na gałęzi. Może je też zjadać z liści i drzew. Preferują polowania na niskich lub średnich wysokościach. Ich główne pożywienie stanowią pszczoły, osy, mole, pająki i muchy. Czasami jedzą pokarm roślinny, np. liście bzu i jeżyn.

## Lęgi
E. stokowe są w większości monogamiczne. Jedno z badań w Kolumbii Brytyjskiej wykazało, że 1 na 7 samców kopulował z dwiema samicami. Sezon lęgowy trwa od kwietnia do lipca, wielkość terytorium wynosi około 1,5–3,5 ha. W lęgu są zazwyczaj 4 jaja. Czas wysiadywania wynosi 13–16 dni, pisklęta są w pełni opierzone po 14–17 dniach. Mogą się rozmnażać, gdy skończą rok. Długość życia wynosi około 6 lat.

## Podgatunki
w sezonie lęgowym
     występuje przez cały rok
     zimowiska

Zasięg podgatunków hellmayri i occidentalis
w sezonie lęgowym
występuje przez cały rok
zimowiska

Międzynarodowy Komitet Ornitologiczny (IOC) wyróżnia następujące podgatunki:
- E. d. difficilis S.F. Baird, 1858 – empidonka stokowa[3] – podgatunek nominatywny, występuje od południowo-wschodniej Alaski do południowej Kalifornii.
- E. d. cineritius Brewster, 1888 – Sierra de la Laguna (Kalifornia Dolna Południowa).
- E. d. insulicola Oberholser, 1897 – empidonka wyspowa[3] – gniazduje na wyspach Channel w Kalifornii. Nie jest znane miejsce zimowania.
- E. d. hellmayri Brodkorb, 1935 – południowo-zachodnia Kanada do północnego Meksyku.
- E. d. occidentalis Nelson, 1897 – empidonka kordylierska[3] – środkowy i południowy Meksyk.

Podgatunki hellmayri i occidentalis były wydzielane do osobnego gatunku Empidonax occidentalis (empidonka kordylierska), niektórzy autorzy nadal stosują takie ujęcie systematyczne. W 2022 roku Hopping uznał, że nie widzi przesłanek do wyróżniania dwóch gatunków i połączył je w jeden; zmiana ta została w 2023 roku zaakceptowana przez North American Classification Committee (NACC).

## Status zagrożenia
IUCN stosuje starsze ujęcie systematyczne i dzieli ten takson na dwa gatunki:
- empidonka stokowa klasyfikowana jest jako gatunek najmniejszej troski (LC, Least Concern). Organizacja Partners in Flight w 2019 roku szacowała liczebność populacji na 9,5 miliona dorosłych osobników. Trend liczebności populacji uznawany jest za stabilny[2][13].
- empidonka kordylierska klasyfikowana jest jako gatunek najmniejszej troski (LC, Least Concern). Organizacja Partners in Flight w 2019 roku szacowała liczebność populacji na 3,6 miliona dorosłych osobników. Trend liczebności populacji uznawany jest za stabilny[5].